# Daniele Righi

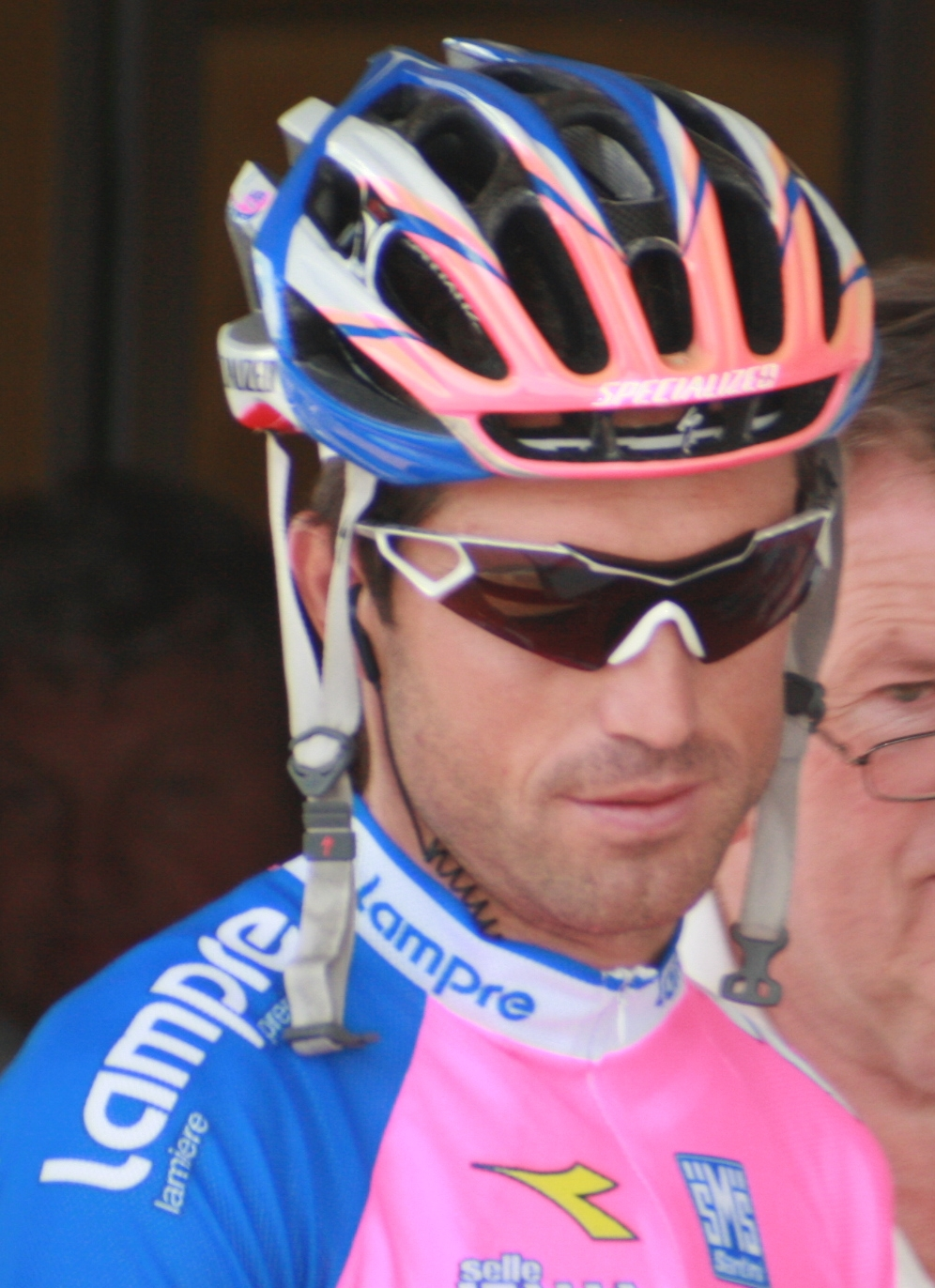
Daniele Righi

Daniele Righi (* 28. März 1976 in Colle di Val d’Elsa) ist ein ehemaliger italienischer Radrennfahrer.

## Sportliche Karriere
Daniele Righi begann seine Karriere 1999 bei Mobilvetta Design-Northwave. Nach einem Jahr wechselte er zu Alexia Alluminio, wo er insgesamt drei Jahre lang fuhr. Ab 2003 fuhr er für das italienische Radsport-Team Lampre. Mit Lampre nahm er 2005 zum ersten Mal an der Tour de France teil, die er als 110. beendete; insgesamt bestritt er die Tour fünfmal, sein bestes Ergebnis war Rang 96 im Jahr 2007.
Ende der Saison 2012 beendete er seine Karriere und nahm eine andere Funktion im Team an.

## Resultate bei den Grand Tours
| Rundfahrt       | 2000 | 2001 | 2002 | 2003 | 2004 | 2005 | 2006 | 2007 | 2008 | 2009 | 2010 | 2011 | 2012 |
| --------------- | ---- | ---- | ---- | ---- | ---- | ---- | ---- | ---- | ---- | ---- | ---- | ---- | ---- |
| Giro d’Italia   | -    | -    | 85.  | -    | 96.  | -    | -    | -    | -    | -    | 49.  | 125. | 101. |
| Tour de France  | -    | -    | -    | -    | -    | 110. | 108. | 96.  | 127. | 110. | -    | -    | -    |
| Vuelta a España | -    | -    | -    | 125. | 107. | -    | -    | -    | -    | -    | 110. | 141. | -    |

## Teams
- 1999 Mobilvetta Design-Northwave
- 2000–2001 Alexia Alluminio
- 2002 Index–Alexia Alluminio
- 2003–2004 Lampre
- 2005 Lampre-Caffita
- 2006 Lampre-Fondital
- 2007 Lampre-Fondital
- 2008 Lampre
- 2009 Lampre-NGC
- 2010 Lampre-Farnese Vini
- 2011 Lampre-ISD
- 2012 Lampre-ISD